# Never Be the Same Again
Never Be the Same Again è il terzo singolo estratto dal primo album di Melanie C, Northern Star. La canzone è stata scritta dalla cantante insieme a Rhett Lawrence.
Il singolo è stato pubblicato il 20 marzo 2000 e alla sua realizzazione ha collaborato anche Lisa Lopes, che duettando con la cantautrice britannica ha influito dando alla canzone una leggera impronta hip hop.
Debuttò direttamente alla posizione numero uno della classifica britannica dei singoli. Never Be the Same Again divenne così il suo primo singolo di Melanie C a raggiungere la vetta della classifica.

## Tracce e formati
- UK CD/CD Maxi

1. "Never Be the Same Again" [Single Edit] - 4:13
2. "I Wonder What It Would Be Like" - 3:40
3. "Never Be the Same Again" (Lisa Lopes Remix) - 3:57
4. "Never Be the Same Again" [Video] [Bonus]

- UK CD2

1. "Never Be the Same Again" - 4:52
2. "Closer" (Live) - 3:32
3. "Goin' Down" (Live) - 3:35

- US Promo CD-R 3

1. "Never Be The Same Again" [Kung Pow Club Mix] - 9:34
2. "Never Be The Same Again" [Kung Pow Radio Edit] - 4:07
3. "Never Be The Same Again" [Plasmic Honey Club Mix] - 8:41
4. "Never Be The Same Again" [Single Edit] - 4:16

## Inclusa in
- Never Be the Same Again – Northern Star
- Never Be the Same Again – Northern Star [Special Edition]
- Never Be the Same Again – Kuschelrock 14 [Compilation CD]
- Never Be the Same Again – R&B - The Collection [Compilation CD]
- Never Be the Same Again – Hot & Beautiful [Compilation CD]
- Never Be the Same Again [Single Mix] – Northern Star [Special Edition]
- Never Be the Same Again [Single Edit] – Never Be the Same Again [Single]
- Never Be the Same Again [Lisa Lopez Remix] – Never Be the Same Again [Single]
- Never Be the Same Again [Live at MTV] – Never Be the Same Again [Single]

## Classifiche
| Paese             | Posizione massima |
| ----------------- | ----------------- |
| Regno Unito       | 1                 |
| Paesi Bassi       | 1                 |
| Svezia            | 1                 |
| Norvegia          | 1                 |
| Nuova Zelanda     | 1                 |
| Australia         | 2                 |
| Svizzera          | 3                 |
| Austria           | 3                 |
| Belgio (Fiandre)  | 4                 |
| Italia            | 6                 |
| Finlandia         | 8                 |
| Belgio (Vallonia) | 9                 |
| Francia           | 16                |

| Classifica di fine anno italiana (2000) | Posizione |
| --------------------------------------- | --------- |
| Classifica italiana                     | 43        |